# ミシシッピ州の歴史
ミシシッピ州の歴史（ミシシッピしゅうのれきし）では、主に、アメリカ合衆国ミシシッピ州となった地域に、ヨーロッパ人が植民地を開き始めてからの歴史を概説する。

## 先住民族
紀元前1万年頃、先住民族すなわちパレオ・インディアンが今日の南部と呼ばれる地域に現れた。南部のパレオ・インディアンは次の更新世の終わりには死に絶えた巨型動物類を追って狩猟採集を行う人々だった。それから何千年も後に、パレオ・インディアンは豊かな農業社会を形成した。考古学者達はこれらの人々をミシシッピ文化のミシシッピ人と呼んだ。
その後の後継先住民族の中にはチカソー族とチョクトー族が含まれた。ミシシッピ地域に住んだ他の種族としては、ナチェズ族、ヤズー族やビロクシー族があり、この土地の町の名前にも残っている。

## ヨーロッパ人植民地時代

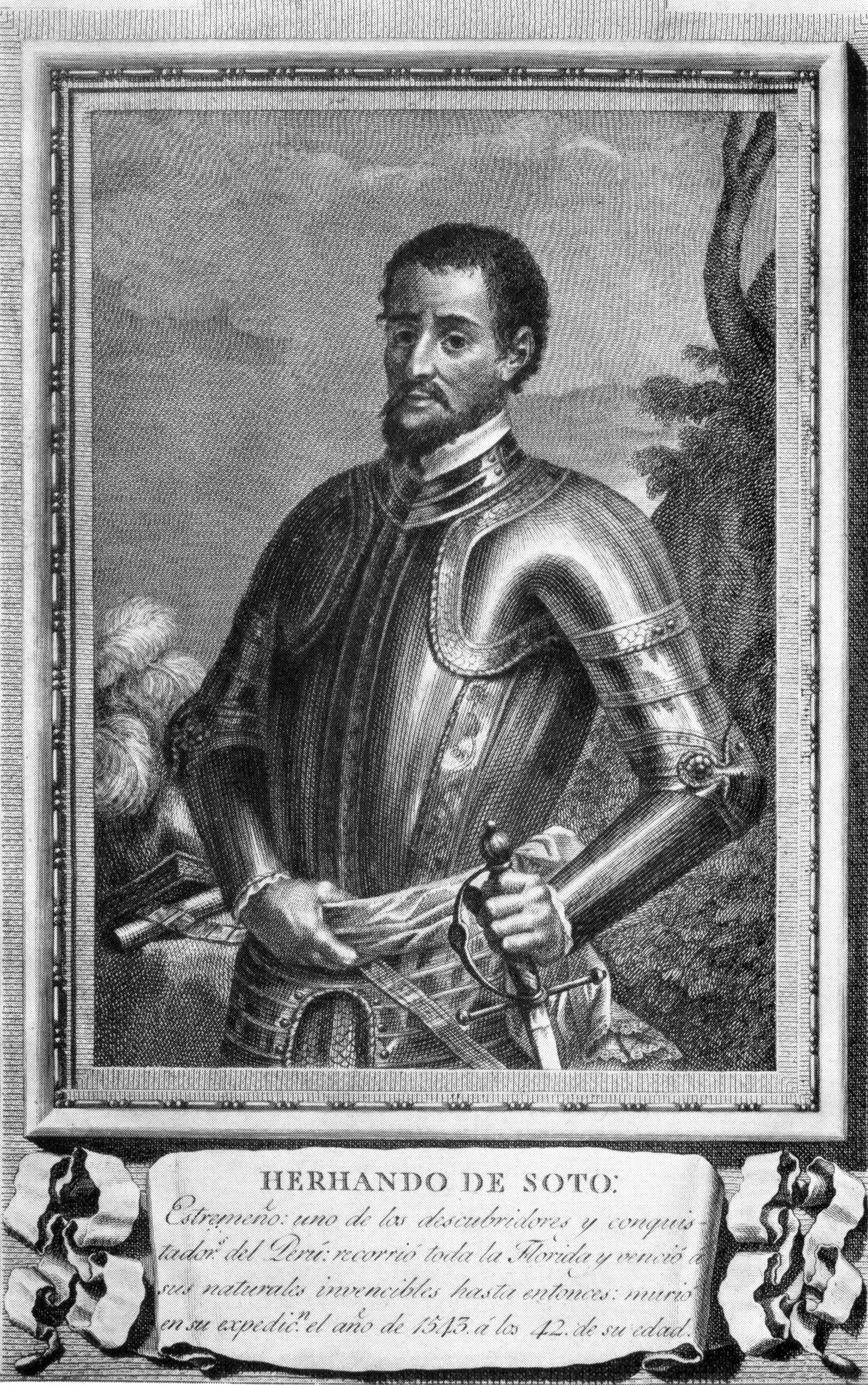
エルナンド・デ・ソト

ミシシッピとなった地域に入った最初の主要ヨーロッパ人遠征隊は1540年に通行したエルナンド・デ・ソトのものだった。フランスはこのミシシッピを含む地域をヌーベルフランスの一部と主張し開拓を開始した。まず1699年に、現在のオーシャン・スプリングス（すなわちオールド・ビロクシー）の地にピエール・ル・モアン・ディベルヴィルの指導でモールパ砦を建設した。
1716年、フランスはナチェズの町をロザリー砦として設立した。その町は地域の中心となり交易拠点となった。1700年代初期、ローマ・カトリック教会は先駆的教区をオールド・ビロキシーすなわちオーシャンスプリングスとナチェズに作った。教会は、ヌーベルフランスの一部であるルイジアナに7つ、アラバマにも2つの先駆的教区を作った。
フランスと後にはスペインの支配がアフリカ人を奴隷にした開拓者達の初期社会関係に影響を与えた。ルイジアナにおけると同様に、ある期間「有色の自由人」という第3の階級が成長したが、彼らの出生は主に白人農園主とアフリカ人、あるいはアフリカ系アメリカ人の母親の子孫だった。農園主達はしばしば、その有色の愛人達との支援関係を正式に持ち、彼らやその多民族の血を引く子供達に自由を与える手配をした。父親達は時には資産を残したり、子供達が事業を覚えられるように奉公に出す手配をした。自由有色人はしばしばニューオーリンズに移動し、そこでは仕事を得る機会があり、大きな地域社会を形成した。
ヌーベルフランスの部分としてのルイジアナと同様に、ミシシッピはスペインやイギリスに代わる代わる支配された。1783年、ミシシッピ地域は、アメリカ独立戦争を終結させるパリ条約の条件に基づき、イギリスからアメリカ合衆国に譲渡された。

## 準州と州
1798年4月7日に、ジョージア州とサウスカロライナ州から割譲された領土にミシシッピ準州が創設され、後には2度拡張されて、アメリカ合衆国とスペインの双方が領有権を主張しあった地域を含めた。1801年から1830年頃までに、チカソー族やチョクトー族から土地が購入された（概して不平等条約を通じた）。下表に割譲を受けた土地を示す。
| 条約                         | 年     | 署名者           | 場所                                           | 目的                                                                               | 割譲された土地              |
| ---------------------------- | ------ | ---------------- | ---------------------------------------------- | ---------------------------------------------------------------------------------- | --------------------------- |
| サンロレンソ                 | 1795年 | スペインと合衆国 | スペイン、サンロレンソ・デ・エル・エスコリアル | ピンクニー条約とも呼ばれ、チョクトー族とチカソー族の土地を合衆国の支配下に置いた   | -                           |
| アダムズ砦                   | 1801年 | チョクトー族     | ミシシッピ準州                                 | イングランドに対するチョクトー族の割譲、およびナチェズ族の土地に対する承認の再定義 | 2,641.920 ac (10,700 km2)   |
| コンフェデレーション砦       | 1802年 | チョクトー族     | ミシシッピ準州                                 | -                                                                                  | 10,000 ac (40 km2)          |
| ホー・バッキントーパ         | 1803年 | チョクトー族     | チョクトー族所有地                             | トンブギビー川の小規模割譲、および1765年イギリスとの条約の再定義                   | 853,760 ac (3,400 km2)      |
| デクスター山                 | 1805年 | チョクトー族     | チョクトー族所有地                             | ナチェズ地区からトンブギビー・アラバマ川水系に至る大規模譲渡                       | 4,142,720 ac (16,700 km2)   |
| セントスティーブンス砦       | 1816年 | チョクトー族     | コンフェデレーション砦                         | トンブギビー川から東のチョクトー族の土地全て譲渡                                   | 10,000 ac (40 km2)          |
| ドークス・スタンド           | 1820年 | チョクトー族     | ナチェズ族の土地、チョクトー族所有地           | アーカンソーの一区画とミシシッピの土地の交換譲渡                                   | 5,169,788 ac (20,900 km2)   |
| ワシントン市                 | 1825年 | 合衆国           | ワシントンD.C.                                 | オクラホマの一区画とアーカンソーの土地の交換                                       | 2,000,000 ac (8,100 km2)    |
| ダンシングラビット・クリーク | 1830年 | チョクトー族     | チョクトー族所有地                             | チョクトー族に対する合衆国市民権承認と移住                                         | 10,523,130 ac (426,000 km2) |
| ポントトック                 | 1832年 | チカソー族       | ポンティトック・クリーク                       | 西部での居留地確保                                                                 | 6,283,804 ac (25,000 km2)   |

ミシシッピは1817年12月10日に合衆国20番目の州として認められた。

## 南北戦争前
綿花が「キング・コットン」と呼ばれた1850年代、ミシシッピ州のプランテーション所有者、特に昔からのナチェズ地区の所有者は、新しく勃興したミシシッピ・デルタ地域やブラックベルト地域の所有者と共に、肥沃な土地と、国際市場での綿花の高値のために著しく富かになっていき、後にはドッケリーファームのような綿農園が生まれた。激しい富の不均衡とそのような収入を支える大規模な黒人人口の必要性は、州の政治と、合衆国からの脱退への支持において重要な役割を演じた。
1860年までに奴隷人口は436,631人、州内人口791,305人の55%だった。有色人種の自由人口は1,000人に満たず、大半はナチェズとその周辺に住んでいた。南北戦争前の人口が比較的少ないのは、州の大半がまだ荒野であり、開発のための開拓者がまだ足りていなかったためである。川沿いの開拓地やプランテーションを除き、ミシシッピ・デルタの低地は未開発であり、群生林や湿地で覆われていた。

## 南北戦争
ミシシッピ州は1861年1月9日に合衆国から脱退した2番目の州になった。2月には他のコットン州5州と合同し、アメリカ連合国を形成した。3月には更に1州が加盟し7州となるが、この、サムター要塞の戦い以前の連合国加盟州は「プリ・サムター7州」と呼ばれる。

## レコンストラクション
南軍が敗北した後で、アンドリュー・ジョンソン大統領は、脱退を撤廃し、アフリカ系アメリカ人解放奴隷の公民権を規定し制限する新しい「黒人法」（英語: Black Codes）を起草する臨時政府を指名した。解放奴隷は選挙権を認められなかった。しかし、黒人法は一度も有効にならなかった。解放奴隷に関する法律問題は解放奴隷局の同情的な代表者の支配下に入った。その大半は北部の軍隊で元士官だった。多くは南部州に留まり、政治と実業の指導者になった（侮蔑的にカーペットバッガーと呼ばれた）。
ミシシッピ州の黒人法は次のように要約される。
黒人法は北部の世論を激怒させ、いかなる州においても実行には至らなかった。連邦議会は1865年9月に対応して、新しく選出された代議員を受け入れないこととした。1867年、ミシシッピ州はレコンストラクションの一部としてアメリカ陸軍の軍政下におかれ、元アメリカ連合国協力者と解放奴隷に関する法的措置が有効になる時を期限とされた。
軍政府長官アデルバート・エイムズは文民政府を退陣させ、黒人を有権者として登録し、元連合国指導者については1000回に及ぶ期間、投票権も役職に就く権利も禁止した。
レコンストラクションの間、1868年に最初の憲法制定会議が開かれて新憲法を制定し、その主要条項は1世代以上となる22年間続いた。憲法制定会議はアフリカ系アメリカ人の代表者を含む初めての政治的組織となり、その数は代議員100人中17人だった。32の郡では黒人人口が過半数だったが、その代表には白人と黒人を選んだ。憲法制定会議は普通選挙を採用した。選挙権や被選挙権について保有財産資格を撤廃し、このことは貧乏な白人にも恩恵となった。州では初めての公営学校制度を創った。財産の保有と相続については人種差別を禁じた。また、旅行者の公民権を制限することを禁じた。

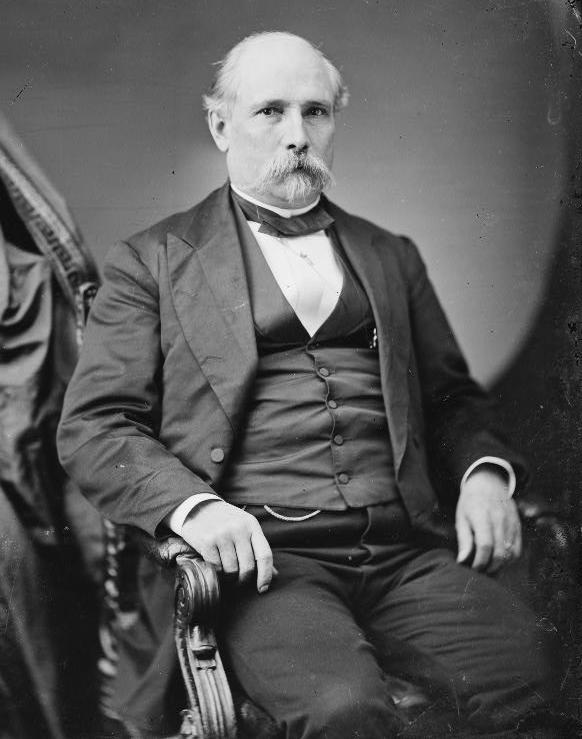
ジェイムズ・ラスク・アルコーン

裕福な農園主ジェイムズ・ラスク・アルコーンが1865年にアメリカ合衆国上院議員に選ばれたが、アメリカ連合国に忠実であった他の南部人と同様、議席を占めることを許されなかった。アルコーンは、議会の共和党が要求するままに、解放奴隷の選挙権を支持し、アメリカ合衆国憲法修正第14条の成立を是認した。
アルコーンは州内共和党の3分の1を占め、カーペットバッガーや解放奴隷と連衡したスキャラワグの指導者となった。1869年、アルコーンは州知事に選ばれ1870年と1871年を務めた。改革を推進する者として、元ホイッグ党員と志を同じくする者を、現在は民主党員であっても多く登用した。
アルコーンは強く教育を支持し、分離された公立学校や、今ではアルコーン州立大学と呼ばれる解放奴隷のための新しい大学を創った。その同調者のハイラム・レベルズをそこの学長にする操作を行った。急進派共和党はアルコーンの後援会政策について怒り、アルコーンと敵対した。アルコーンの政策は、「総合的な政治、社会および経済の改革というよりも、南部の古い文明の「近代化」だ」とぼやく者もいた。
アルコーンは合衆国上院議員になるために知事を辞任し、その同調者でアフリカ系アメリカ人としては初めての上院議員だったハイラム・レベルズを後釜に据えた。上院議員になってからは南部白人が政治的に制限されていた状態の撤廃に動き、連邦議会で急進派共和党が提案する社会的平等の強制には反対した。綿花に課税する連邦法を泥棒と非難し、ミシシッピ州での人種を隔離した学校を擁護した。アルコーンは元奴隷所有者であったが、奴隷制を「国という体のガン」と表現し、自分や他の多くの南部人がそれを無くしたことについて感じる満足を表明した。
1870年までに、元軍政府長官のアデルバート・エイムズがミシシッピ州から上院議員に選出された。エイムズとアルコーンはミシシッピ州における共和党の支配を争った。その政争は共和党を分裂させた。1873年、二人は知事選を争うことで決着を求めた。
エイムズは急進派共和党員とアフリカ系アメリカ人の大半に支持され、アルコーンは保守派白人とスキャラワグの大半の票を集めた。結果はエイムズが69,870票対50,490票で勝利した。
1870年代半ばから終盤にかけて、白人達はレッドシャーツやホワイトリーグといった民兵組織を使い、共和党員を役職から追い出し、黒人を脅して投票を止めさせた。白人民主党員が1876年に議会の支配を取り戻し、1880年代にはアフリカ系アメリカ人の投票権を制限する法律を成立させた。有権者登録を支配することを目指した法律が通り、投票していたアフリカ系アメリカ人の数を減らし始めた。

## 選挙権の剥奪と新南部：1877年-1940年
ミシシッピ州はジム・クロウ法の時代に典型的なディープ・サウスと考えられたが、南北戦争の後の最初の10年間、いくらか違った様相を呈した。ミシシッピ・デルタの後背地にある未開発の土地に多くの開拓者が現れた。何万人もの黒人と白人の移住者がデルタに来て、土地を買ったり働いたり、木を伐ったりして自分自身と家族が暮らしていくための機会を求めた。ミシシッピ・デルタは川沿いの開拓地とは離れて、まだ耕されていない肥沃な低地が多かったので、アフリカ系アメリカ人は1870年代から1880年代に掛けて、異常に高い確率で土地の所有者になった。
世紀の変わり目までに、ミシシッピ・デルタに土地を所有した農夫の3分の2はアフリカ系アメリカ人だった。土地を耕し木材を切り出すその重労働は将来の利益を約束した。その土地を耕し開発することは貴重なことだったが、綿花価格が下がる困難な数十年間を借金を拡大することで繋いでいくしかなかった。その他の農業不況が1890年代に綿花価格を押し下げる中で、多くのアフリカ系アメリカ人農夫は最終的に負債を払うために土地を売却するしかなかった。
1890年、ミシシッピ州は文字識別試験と人頭税を有権者の新しい資格要件とする新しい憲法を採択した。これらの要件は1892年の立法も加えて、登録された黒人有権者の数を恐ろしく減らし、多くの貧乏白人と共に事実上選挙権を剥奪された。有権者のみが陪審員になることができたので、権利剥奪はアフリカ系アメリカ人や貧乏白人が陪審員にもなれないことを意味し、地元や州の役職に就く道も阻まれ、連邦議会の代表になることも無くなった。1898年に「ウィリアムズ対ミシシッピ州事件」での最高裁への異議申し立てをこれらの規定が凌ぐと、他の南部州議会は急速に新しい憲法やその修正条項にこれら規定を取り入れ、実質的にアフリカ系アメリカ人の権利剥奪は南部州全てに拡がった。1900年、ミシシッピ州の人口の59%近くがアフリカ系アメリカ人だった。権利剥奪された黒人として910,060人以上の市民が代表権を失った。
投票箱を支配し信用貸しをさらに多く得ることで、白人農園主はデルタ後背地の所有土地を拡げ、新しい鉄道で輸送できる利点を生かせるようになった。1910年までに、デルタの黒人農夫の大半は土地所有者の代わりに小作農になっていた。アフリカ系アメリカ人の権利剥奪、一連の限定的人種差別法の増加、増加する私刑、ワタミゾウムシの虫害による綿花の生産低下、および1912年から1913年と続いた激しい洪水によって、第一次世界大戦の時から何万人ものアフリカ系アメリカ人がミシシッピ州を離れ、北部へ移住した。大移住時代に、頑固に機会から締め出してきた社会を離れて北部へ移動した。
1920年までに、奴隷解放から第3世代となったデルタのアフリカ系アメリカ人の大半は土地の無い小作農か、貧乏から逃げられない労働者になった。大移住時代に、大半の移住者は列車を使って直接シカゴに行った。次の移住の波は1940年代に始まった。およそ50万人、第2の移住の波で黒人の4人に3人がミシシッピ州を離れた。多くの者が急成長する防衛産業で職を求めた。

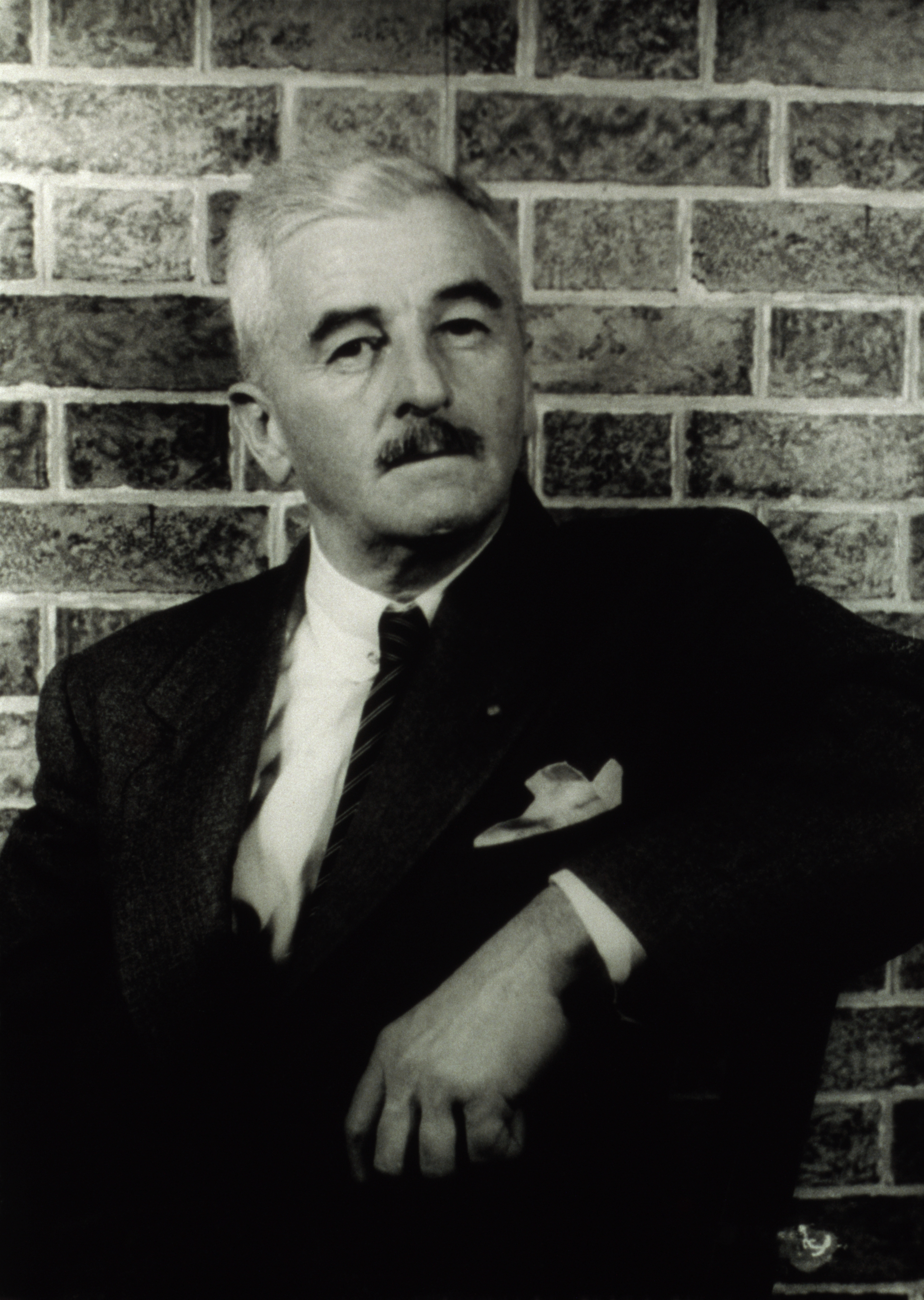
ウィリアム・フォークナー

ミシシッピ州は豊かで典型的な伝統的アメリカ音楽の中心になった。ゴスペル音楽、ジャズ、ブルースおよびロックンロール、これら全てがミシシッピ州の音楽家によって生まれ、広められあるいは大きく発展した。ミシシッピ州は、ノーベル賞作家のウィリアム・フォークナーの他にも、ウィリアム・アレクサンダー・パーシー、ウォーカー・パーシー、シェルビー・フット、スターク・ヤング、ユードラ・ウェルティおよびアン・ムーディ等の作家でも有名である。
ジョン・ロマックスはアメリカ議会図書館のためにデルタの豊富な伝統音楽の幾つかを録音した。大変若いマディ・ウォーターズを録音し、またパーチマンのミシシッピ州刑務所でブルースや聖歌も録音した。

## 1945年-2000年
ミシシッピ州はアメリカ公民権運動の中心となり、特に1963年と1964年は国民の注目を浴びた。州内の白人指導者の中にはアフリカ系アメリカ人の選挙権やその他の権利を確保しようという運動を支持する者は少なかった。
1960年の国勢調査に拠れば、州内人口は 2,178,141人であり、このうち915,743人、すなわち42%は黒人だった。黒人から長い間権利剥奪していたことは、白人の州立法者が常にアフリカ系アメリカ人に対する差別された学校やサービスへの予算を削り、その利益に反する法を成立させてきたことを意味した。アフリカ系アメリカ人は地域政府の代表、陪審員、あるいは法の執行にも代表がいなかった。
非暴力の活動家指導者が南部中でその活動の輪を拡げていった。1962年のミシシッピ州では、数人の活動家が連邦組織委員会を形成し、ミシシッピ州における有権者登録の活動と公民権運動集団の教育を調整した。その集団には人種平等会議、全米黒人地位向上協会、南部キリスト教指導者会議、および学生非暴力調整委員会があった。
1963年、連邦組織委員会はミシシッピ州の自由投票を組織化し、黒人ミシシッピ州人の投票したいという願望を表した。彼らは1890年と1892年の法と憲法の改定以来権利を剥奪されていた。8万人以上の人々が直ぐに有権者登録し、模擬投票を行って、公式の州内民主党候補者に対して「自由党」の候補者を戦わせた。

## ミシシッピの自由の夏：1964年
1964年の夏、連邦組織委員会は州外から100人以上の学生をミシシッピ州に連れてきて、有権者登録のための地元の活動家に加わらせ、「自由の学校」で教えさせ、ミシシッピ州自由民主党を結党させた。多くの白人住人は外来者とその社会を変えようという試みに大きな不満を抱いた。その作業は危険だった。活動家達は脅かされた。
1964年6月21日、3人の公民権運動家、若い黒人ミシシッピ人で左官の奉公人であるジェムズ・チェイニーと、ニューヨーク州からきた2人のユダヤ人ボランティア、クィーンズ大学生アンドリュー・グッドマンとソーシャルワーカーのマイケル・シュワーナーがクランのメンバーに殺された。そのメンバーのうちの数人はネショバ郡保安官の部局の一員だった。3人が消されたことによって国民の間に大混乱が生じ、ジョンソン大統領はジョン・エドガー・フーヴァーに命じてFBIに捜査させた。
FBIは8月4日にミシシッピ州フィラデルフィアの郊外にある土盛りダムで公民権運動家達の死体を発見した。この捜査の間に、過去数年間に殺され行方が分からなくなっていたが、地元社会以外では注目されていなかった他の数人のミシシッピの黒人の遺体も発見した。
これら若い活動家達の殺人は国中の注目を集めた。ジョンソン大統領はこの死に対する怒りと老練な政治手腕を使って、1964年の公民権法の成立をもたらせ、7月2日に署名した。この法は公共施設、雇用および教育で人種差別を禁じた。これには選挙権に関する条項もあったが、選挙権の保護は1965年の選挙権法の成立でより実質的に規定された。
多くのユダヤ系アメリカ人が公民権運動を支持した。1964年ミシシッピ州自由の夏には、若いユダヤ人活動家がボランティアの中の半数近くを占めていた。公民権活動に関わった南部で働く弁護士の半数がユダヤ人だった。

### ミシシッピ自由民主党、1964年
1964年、公民権運動の組織家達は州内政党からの白人ばかりの候補者名簿に挑戦するためにミシシッピ州自由民主党を立ち上げた。ミシシッピ州の選挙権登録者がその候補者の認知を拒んだとき、彼らは独自の予備選挙を行った。選出されたファニー・ルー・ハマー、アニー・デバインおよびビクトリア・グレイは合衆国議会議員選挙に出馬し、1964年民主党全国大会のミシシッピ州代表の候補者名簿にも載せた。
ニュージャージー州アトランティックシティで開催された党大会で、ミシシッピ州自由民主党の存在は都合の悪いことだった。民主党の組織家達は党内の人種差別と戦うよりも、公民権法を成立させたジョンソンの功績を祝う行事を計画していた。ジョンソンも、共和党候補者バリー・ゴールドウォーターが民主党の固い地盤である「ソリッド・サウス」を浸食する事を心配し、同時に独立系候補者ジョージ・ウォレスが民主党予備選の間に北部で得た支持を心配していた。南部州からの白人ばかりの代議員達は、ミシシッピ州の公式の代議員が議席を得られなかった場合は議場を出て行くと脅した。
ジョンソンはミシシッピ州自由民主党が信任状委員会に訴えることを妨げられなかった。その席ではファニー・ルー・ハマーが、彼女やその仲間が受けた殴打や、選挙権登録をするときに直面した脅しについて雄弁に証言した。ハマーはテレビカメラに向かって「これがアメリカですか？」と尋ねた。
ジョンソンは、ミシシッピ州自由民主党が投票権は無い全州代表の資格で2議席を受け、公式の民主党によって送られた代議員が議席を保持するという「妥協案」を提示した。ミシシッピ州自由民主党はこの妥協案に怒って拒否した。ミシシッピ州自由民主党は公式の認知が否定された後ですら、集会内で扇動を続けた。1964年の党員集会はミシシッピ州自由民主党や公民権運動の中にあった多くの者を幻滅させたが、ミシシッピ州自由民主党を破壊することはなかった。新しい党は黒人回教徒の代表マルコムXを招き、マルコムXはその設立集会で演説しベトナム戦争に反対した。
1960年代、多くの政治家や役人が声に出して反対し、数人のクー・クラックス・クランやその同調者の暴力的操作によって、ミシシッピ州は反動の州という評判が立った。ミシシッピ州は1966年に禁酒法を撤廃し、1995年にアメリカ合衆国憲法修正第13条を批准したが、それぞれ最後の州だった。

### 天候による災害
1969年8月17日、カテゴリー5のハリケーン、カミーユがミシシッピ州を襲い、245人が死亡、被害総額は15億ドルに上った。

## 2000年以降
2005年8月29日、ハリケーン・カトリーナがルイジアナ州からアラバマ州まで、ミシシッピ州のメキシコ湾岸90マイル (144 km)を含む全体を襲い、さらに大きな被害を出した。
近年のミシシッピ州はその政治的な保守主義、改善された公民権記録および工業化の進展で注目されている。さらに、川船ギャンブルが1990年代に認められ、州内に経済的利潤をもたらした。しかし、1日当たり50万ドルの税収入が、2005年8月のハリケーン・カトリーナの川船カジノに与えた重大な被害によって失われた。ミシシッピ州のギャンブルの町には、メキシコ湾岸のガルフポートやビロキシー、川の町のビックスバーグやチュニカがある。カトリーナ以前、ミシシッピ州はネバダ州に続いて全米2番目のギャンブル州だった（3番目はニュージャージー州）。

### 二次史料

#### 研究
- Busbee, Westley F. Mississippi: A History (2005), good survey
- Gonzales, Edmond, ed. A Mississippi Reader: Selected Articles from the Journal of Mississippi History (1980)
- Krane, Dale and Stephen D. Shaffer. Mississippi Government & Politics: Modernizers versus Traditionalists (1992)
- Loewen, James W. and Charles Sallis, eds. Mississippi: Conflict and Change (1974)
- McLemore, Richard, ed. A History of Mississippi 2 vols. (1973)
- Skates, John Ray. Mississippi: A Bicentennial History (1979)
- Swain, Martha H. ed. Mississippi Women: Their Histories, Their Lives (2003). 17 short biographies

#### 特化研究
- Ballard, Michael B. Civil War Mississippi: A Guide (2000)
- Bolton, Charles C. Poor Whites of the Antebellum South: Tenants and Laborers in Central North Carolina and Northeast Mississippi (1994)
- Cobb, James C. The Most Southern Place on Earth: The Mississippi Delta and the Roots of Regional Identity (1992)
- Crespino, Joseph. Mississippi as Metaphor: State, Region, and Nation in Historical Imagination Southern Spaces, 2006.
- Cresswell, Stephen. Multiparty Politics in Mississippi, 1877-1902 (1995)
- Dittmer, John. Local People: The Struggle for Civil Rights in Mississippi (1994)
- Dollard, John. Caste and Class in a Southern Town (1957) sociological case study of race and class in 1930s
- Garner, James Wilford. Reconstruction in Mississippi (1901) reflects Dunning School
- Harris, William C. The Day of the Carpetbagger: Republican Reconstruction in Mississippi (1979)
- James, Dorris Clayton. Ante-Bellum Natchez' (1968)
- Key, V.O. Southern Politics in State and Nation (1949), has famous chapter on Mississippi, pp 229-53.
- Kirwan, Albert D. Revolt of the Rednecks: Mississippi Politics: 1876-1925 (1965)
- Lesseig, Corey T. “ ‘Out of the Mud’: The Good Roads Crusade and Social Change in Twentieth-Century Mississippi.” Journal of Mississippi History 60 (Spring 1998): 51?72. (not online)
- McLemore, Nannie Pitts. "James K. Vardaman, a Mississippi Progressive," Journal of Mississippi History 29 (1967): 1-11
- McMillen, Neil R. Dark Journey: Black Mississippians in the Age of Jim Crow (1989)
- Morris, Christopher. Becoming Southern: The Evolution of a Way of Life, Warren County and Vicksburg, Mississippi, 1770?1860 (1995)
- Nelson, Lawrence J. "Welfare Capitalism on a Mississippi Plantation in the Great Depression." Journal of Southern History 50 (May 1984): 225?50. online at JSTOR
- Olsen, Christopher J. Political Culture and Secession in Mississippi: Masculinity, Honor, and the Antiparty Tradition, 1830-1860 (2000)
- Osborn,  George Coleman. James Kimble Vardaman: Southern Commoner (1981).
- Owens, Harry P. Steamboats and the Cotton Economy: River Trade in the Yazoo-Mississippi Delta (1990).
- Peirce, Neal R. The Deep South States of America: People, Politics, and Power in the Seven Deep South States (1974) see chapter 4 on Mississippi in 1970s
- Polk, Noel. Natchez before 1830 (1989)
- Ownby, Ted. American Dreams in Mississippi: Consumers, Poverty & Culture, 1830-1998 (1998)
- Silver, James W. Mississippi: The Closed Society (1963)
- Smith,  Lewis H. and Robert S. Herren, "Mississippi" in Richard P. Nathan, Fred C. Doolittle, eds. Reagan and the States (1987), pp. 208-30.
- Sydnor, Charles S. Slavery in Mississippi. (1933).
- Wayne, Michael. The Reshaping of Plantation Society: The Natchez District, 1860?1880 (1983)
- White, Douglas R., George P. Murdock, Richard Scaglion. Natchez Class and Rank Reconsidered. Ethnology 10:369- 388. (1971) study of the kingdom of the Natchez people before the French-Indian wars of the 1720s.
- Willis, John C. Forgotten Time: The Yazoo-Mississippi Delta After the Civil War (2000)

### 一次史料
- Abbott, Dorothy. ed. Mississippi Writers: Reflections of Childhood and Youth. Vol. 2: Nonfiction, (1986).
- Bond, Bradley G. ed. Mississippi: A Documentary History (2003)
- Moody, Anne. Coming of Age in Mississippi. (1968) memoir of Black girlhood